# GM T-platform
Het GM T-platform is een autoplatform, bedoeld voor kleine middenklasse auto's met een dwarsgeplaatste motor en voorwielaandrijving. Aan de voorzijde is het voorzien van McPherson-wielophanging en aan de achterzijde een as met getrokken draagarmen en schroefveren is.
Het platform is eind jaren zeventig door General Motors ontworpen voor de in 1979 uitgebrachte vierde generatie Opel Kadett en werd gebruikt voor verschillende auto-ontwerpen tot ver in de jaren negentig.
Voorbeelden van auto's gebouwd op dit platform zijn:
- Daewoo Lanos
- Daewoo Nexia
- Opel Kadett-D
- Opel Kadett-E
- Opel Astra-F
- Opel Astra-G
- Opel Zafira-A

Opvolger is het GM Delta-platform.